# Martinet (Llobera)
Martinet és una masia situada al municipi de Llobera, a la comarca catalana del Solsonès.